# Borgarfjarðarvegur
Der Borgarfjarðarvegur ist eine Hauptstraße im Osten von Island.
Nordöstlich von Egilsstaðir, wo der Seyðisfjarðarvegur  noch Osten abzweigt, beginnt die Straße .
Sie verläuft zunächst für etwa 36 km in nördliche Richtung.
Hinter dem Ort Eiðar mit dem Sendemast endet der feste Straßenbelag.
Das bleibt so bis zum Hjaltastaðarvegur .
Von Westen mündet der Lagarfossvegur  vom Wasserfall und Hróarstunga in die Straße.
Danach biegt sie nach Osten ab und überbrückt das Selfljót, das schon östlich der Straße zu sehen war.
Der Pass Vatnsskarð ist mit 431 m der höchsten Punkt der Straße.
Hier oben ist eine Station von Vegagerðin zur Beobachtung von Verkehr und Wetter.
Der Abschnitt am Njaðvíkurskriður ist erst seit 1950 mit Fahrzeugen befahrbar.
Diese Strecke ist am Hang gebaut. Auf der einen Seite ist die See, von der anderen Seite kann es zu Steinschlag kommen.
Danach öffnet sich das Tal mit dem Ort Bakkagerði.
Hier endet der Borgarfjarðarvegur.
Der weitere Verlauf ist der Desjarmýrarvegur , der zum Hafen führt.
Nach Süden zweigt der Hólalandsvegur  ab.
Der wird später zum Loðmundarfjarðarvegur  und erreicht nach 27 km den verlassenen Loðmundarfjörður.
Für die Strecke zwischen Bakkagerði und Egilsstaðir wird eine Entfernung von 71 km angegeben, davon sind 28 km noch nicht asphaltiert.
Im August 2019 wurden die Asphaltierungsarbeiten am Njaðvíkurskriður abgeschlossen.

Bis in den September 2020 wurde die Strecke über den Vatnsskarð asphaltiert.
Und im Jahr 2021[veraltet] soll auch die restliche Strecke noch asphaltiert werden.